# Ayah Moaataz
Ayah Moaataz est une joueuse d'échecs égyptienne née le 15 mars 1997, championne arabe d'échecs en 2021.

## Biographie et carrière
Ayah Moaataz est née en mars 1997.
Grand maître international féminin depuis 2022, Ayah Moaataz a remporté le championnat d'Égypte féminin en 2014.
Elle finit deuxième du championnat d'Afrique d'échecs féminin en 2013 et vainqueuse du championnat arabe d'échecs féminin en 2021 avec 8,5 points sur 9 et deux points d'avance.
Elle a représenté l'Égypte lors des olympiades féminines de 2014 (6,5 points sur 11 au troisième échiquier), 2018 (6/9 au quatrième échiquier) et 2022 (4/9 au troisième échiquier)
Lors du Championnat du monde féminin d'échecs 2015, elle perdit au premier tour face à l'Indienne Humpy Koneru.
Lors du Coupe du monde d'échecs féminine 2021, elle perdit au premier tour face à l'Ukrainienne Anna Ushenina.